# Пјано - Продутива (Асти)
Пјано - Продутива је насеље у Италији у округу Асти, региону Пијемонт.
Према процени из 2011. у насељу је живело 10 становника. Насеље се налази на надморској висини од 128 м.